# Instituto de Pós-Graduação e Pesquisa em Administração da Universidade Federal do Rio de Janeiro
O Instituto de Pós-Graduação e Pesquisa em Administração (COPPEAD) da Universidade Federal do Rio de Janeiro (UFRJ) localiza-se na Cidade Universitária, no Rio de Janeiro.
Oferece cursos de pós-graduação lato sensu (especialização, extensão, in company) e também stricto sensu, nos níveis de Mestrado e Doutorado, ambos em Administração de Empresas. Além destes cursos, compreende centros de pesquisa específicos: Centro de Estudos em Logística (CEL/COPPEAD), Cátedra L'Oréal de Comportamento do Consumidor, Núcleo de Empreendedorismo e Trabalho (NEET/COPPEAD), Centro de Estudos em Finanças e Controle (CEFIN/COPPEAD) e o Núcleo de Pesquisas em Internacionalização de Empresas (NuPIn/COPPEAD). O Centro de Estudos em Logística - CEL - é um centro de pesquisa e estudos avançados na área de Logística.
Resultado de uma parceria entre a universidade e empresas brasileiras de vanguarda, o CEL vem desde 1991 liderando o desenvolvimento de conhecimentos de Logística no país. Desenvolve artigos, estudos, índices, projetos e fóruns relacionados a logística.